# Televisión Melilla
Televisió Melilla és un canal de televisió espanyol en obert que funciona com l'emissora pública de Melilla. És operada per l'empresa pública RTV Melilla, propietat de la Ciutat Autònoma de Melilla. Va ser llançada a l'aire el 1994.